# ذابل متصل

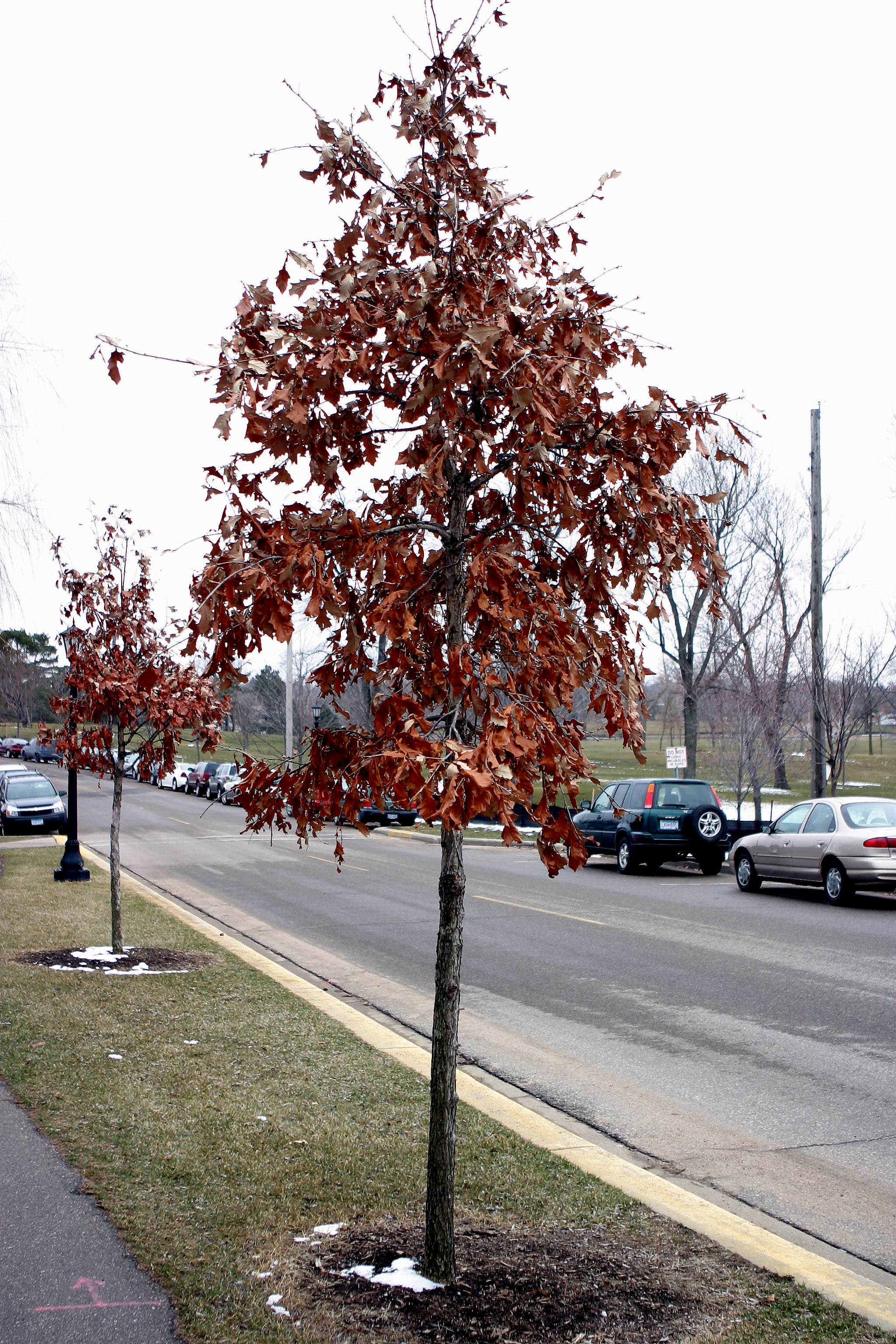
بلوط بأوراق ذابلة

الذُّبُول أو الذَّوِيّ أو الذابل المتصل هو الاحتفاظ بـأعضاء النبات الذابلة التي تتساقط طبيعيًا. وتعتبر ظاهرة شديدة الوضوح في الأشجار متساقطة الأوراق التي تحتفظ بأوراقها في فصل الشتاء. ولدى كثير من الأشجار أوراق ذابلة متصلة مثل البلوط شجر الزان وشجر الزان الأبيض. تكمل الأوراق الذابلة المتصلة لشجر السنديان نمو طبقة الانفصال في فصل الربيع. وتبقى قاعدة العنق حية طوال فصل الشتاء. وقد يحتفظ الكثير من الأشجار الأخرى بأوراق ذابلة متصلة في مختلف الفصول حيث إن الصقيع المبكر يتلف الأوراق قبل تطور طبقة الانفصال أو قبل إكمال التطور. ويمكن أيضًا للأمراض والآفات أن تتلف الأوراق قبل ظهور طبقة الانفصال.

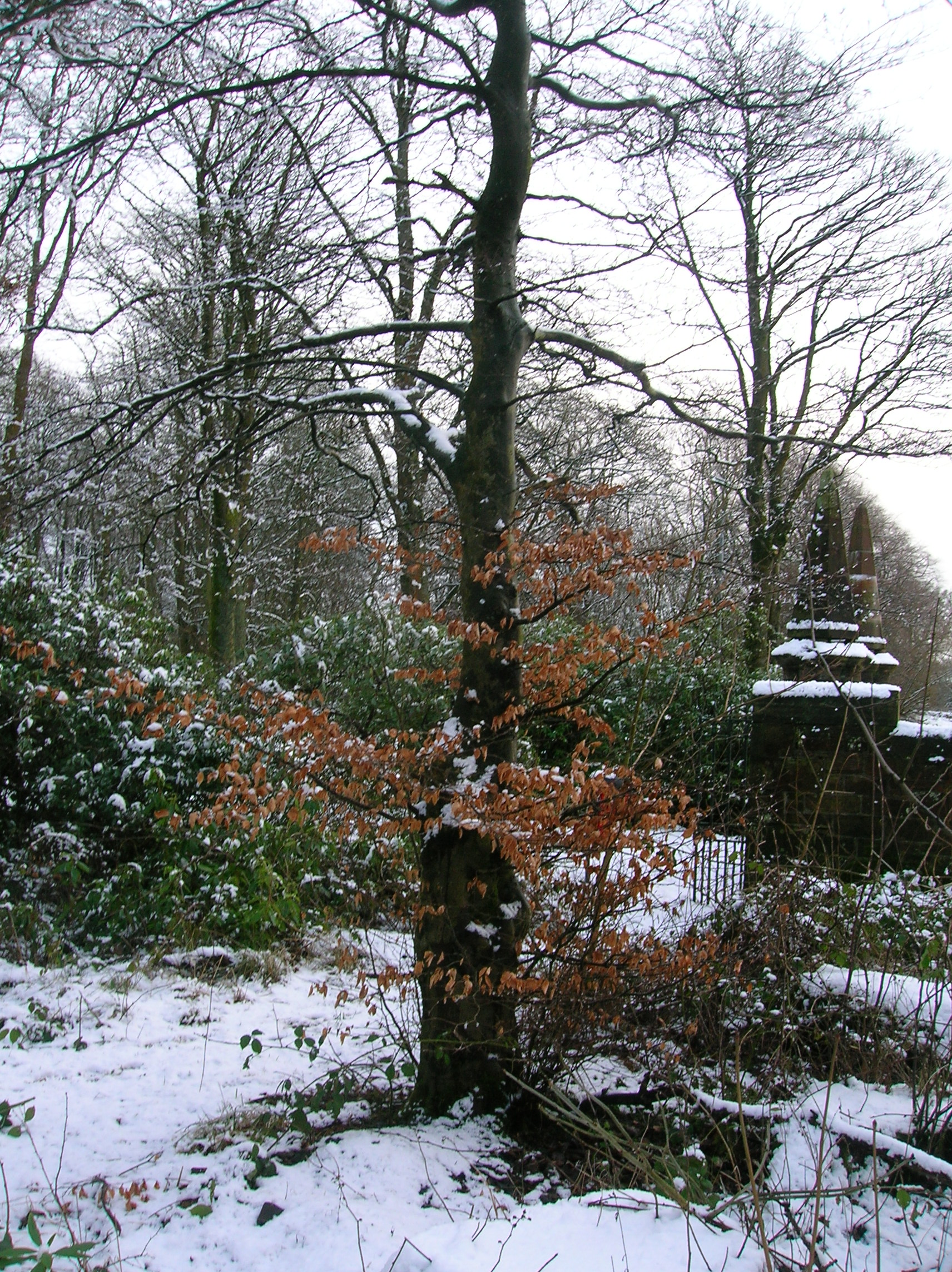
أوراق ذابلة متصلة على شجرة بلوط تامة النمو (بلوط الغابات)

ويستخدم مصطلح «الذابل المتصل» في مجال علم الفطريات لوصف فطر عش الغراب الذي (خلافًا لغالبية الأنواع حيث يصفه العلماء بأنه «متعفن») يمكن أن يجف ولكنه يبقى حيًا ويستمر في نشر البذور. ويعرف جنس فطر عش الغراب المسمى ماراسيميوس جيدًا بهذه الظاهرة، والتي اعتبرها إلياس ماجنوس فرايز مهمة من الناحية التصنيفية في تصنيفه للفطريات عام 1838.fungi.

## الفوائد
إحدى الفوائد الممكنة للأوراق الذابلة المتصلة أنها تعوق تغذية آكلات العشب الكبيرة مثل الغزال والآيل حيث تتغذى طبيعيًا على أفرع الأشجار الصغيرة وبراعمها المغذية. فالأوراق الجافة الميتة تجعل الأفرع الصغيرة أقل تغذية وغير سائغة بالقدر الكافي.
يمكن للأوراق الذابلة المتصلة أن تحمي بعض الأنواع من ضغط المياه أو ضغط درجة الحرارة. على سبيل المثال طورت مجموعة متنوعة من عائلات النبات المختلفة في أجزاء مختلفة من العالم في البيئة الاستوائية الشاهقة نموذج نمو يعرف باسم الوردية ذو الساق والتي تتميز بالورود دائمة الخضرة التي تنمو فوق الأوراق الذابلة المتصلة. ومن الأمثلة على النباتات التي تأكد مساعدة أوراقها الذابلة المتصلة على تحسين البقاء على قيد الحياة أو ساعدت في توازن المياه أو حماية النبات من إصابات البرد هي إسبليتيا شولتزي وإسلبيتيا تيموتنسيس، كلاهما من منطقة الأنديز.

## معرض صور

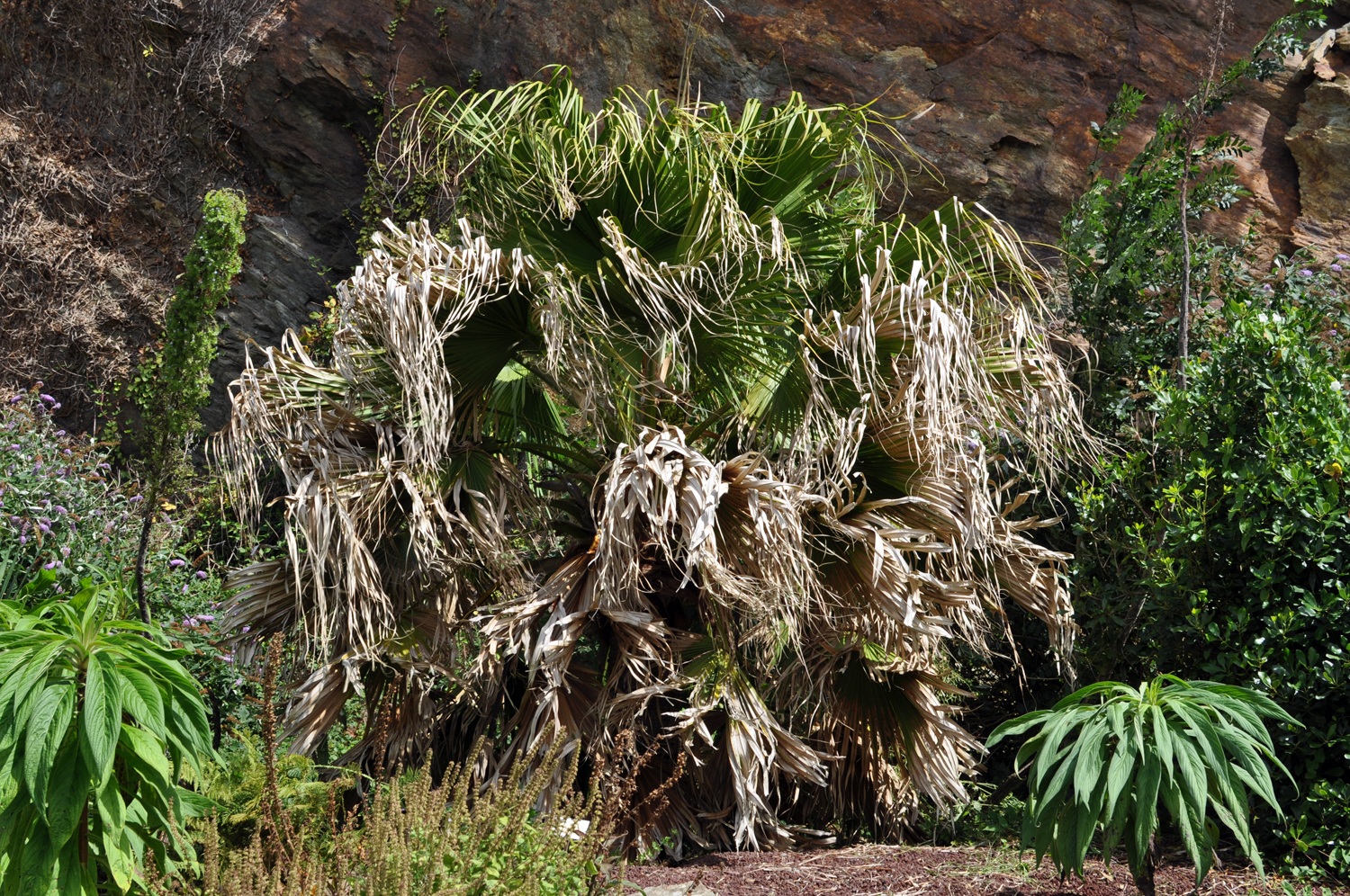
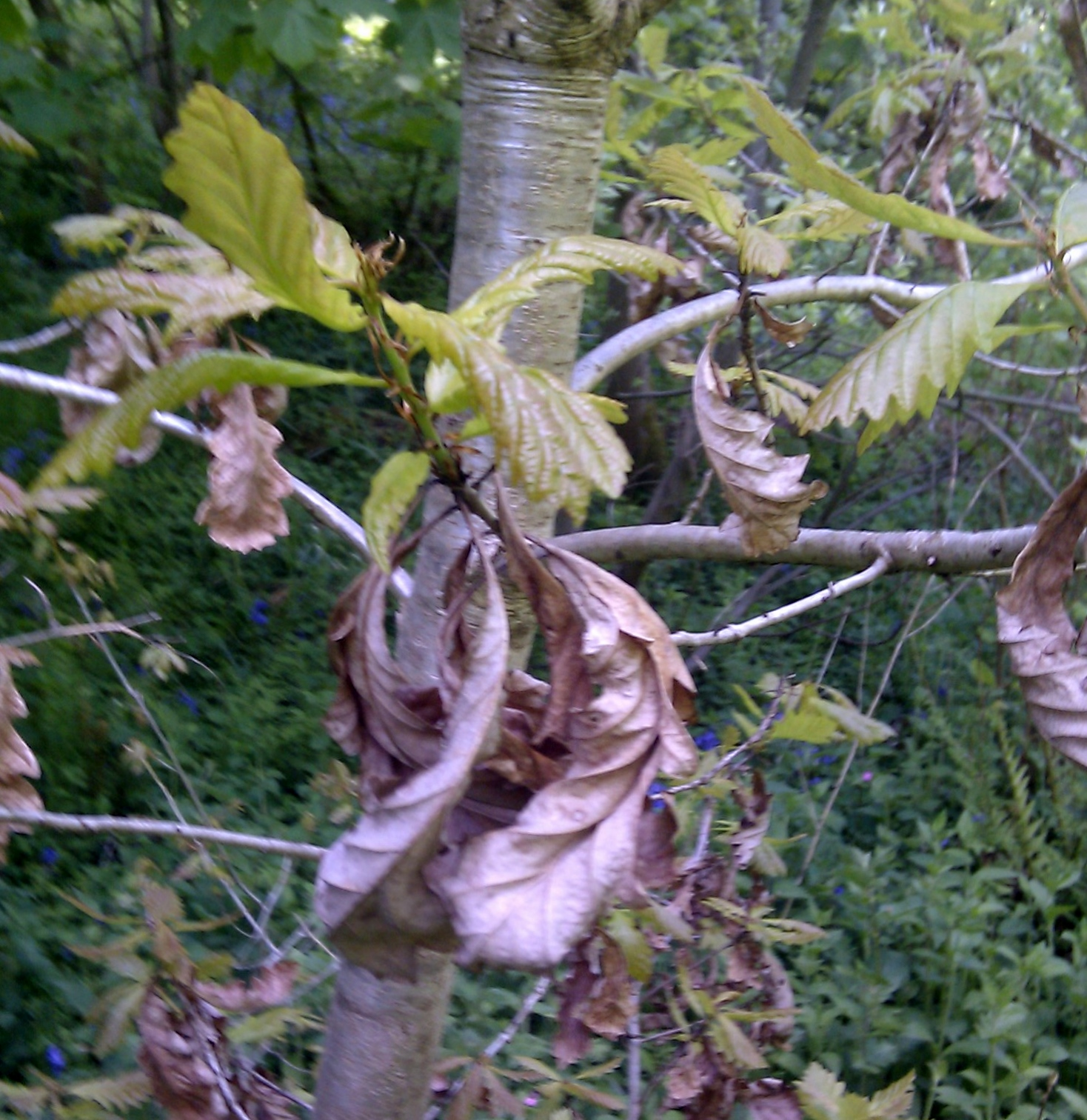
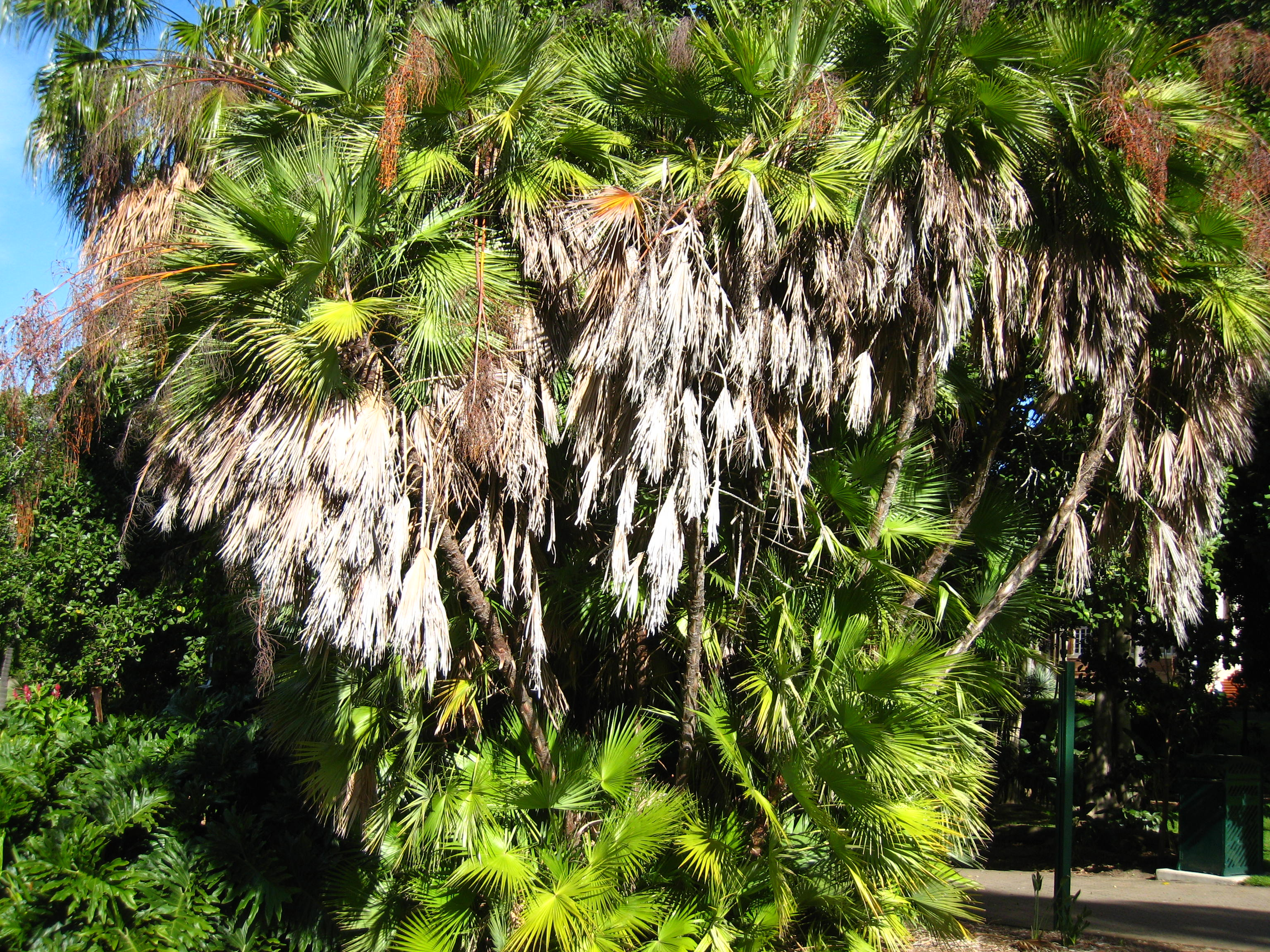
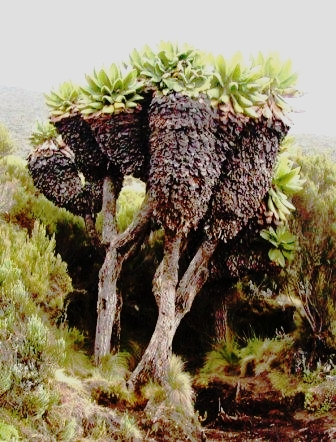
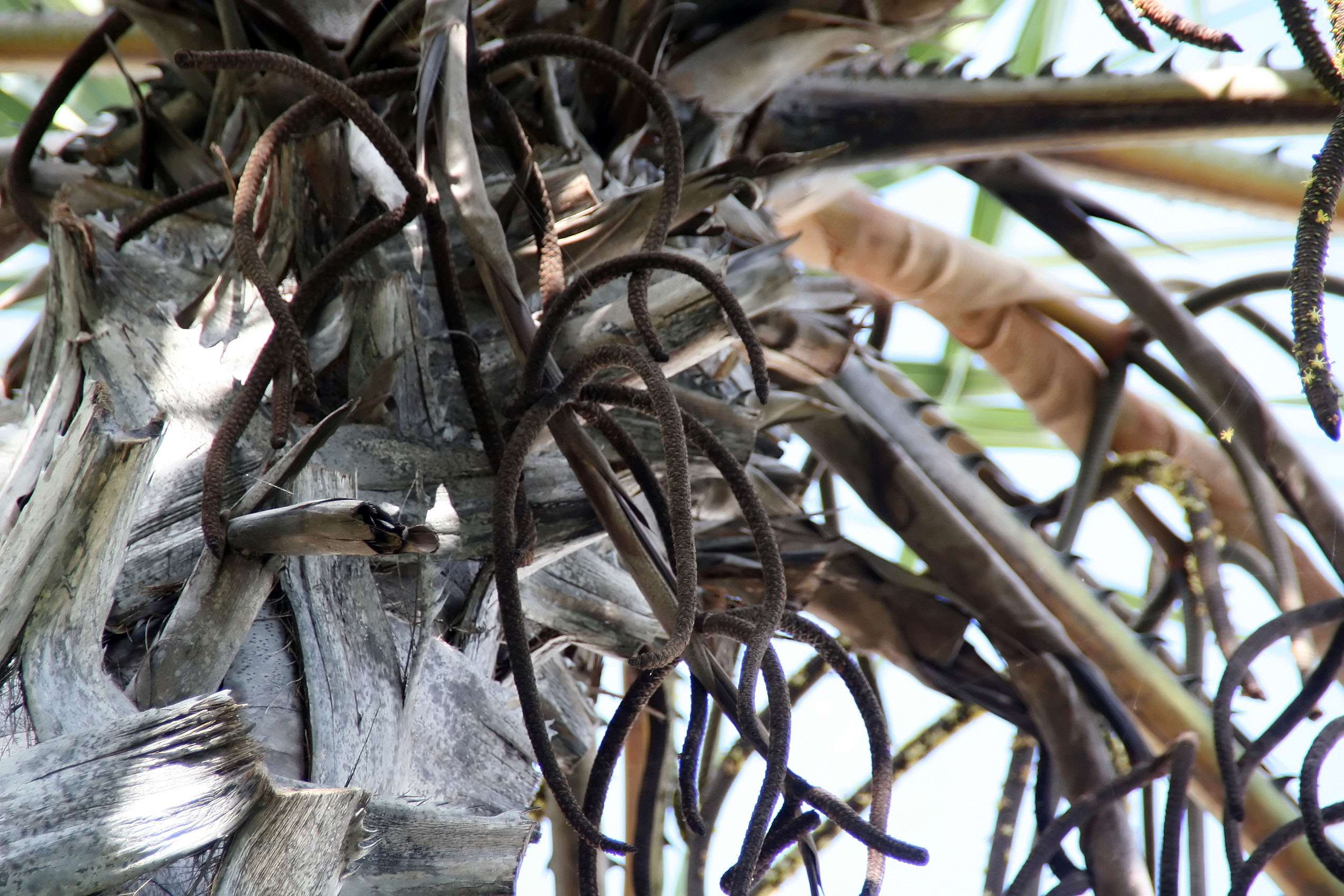
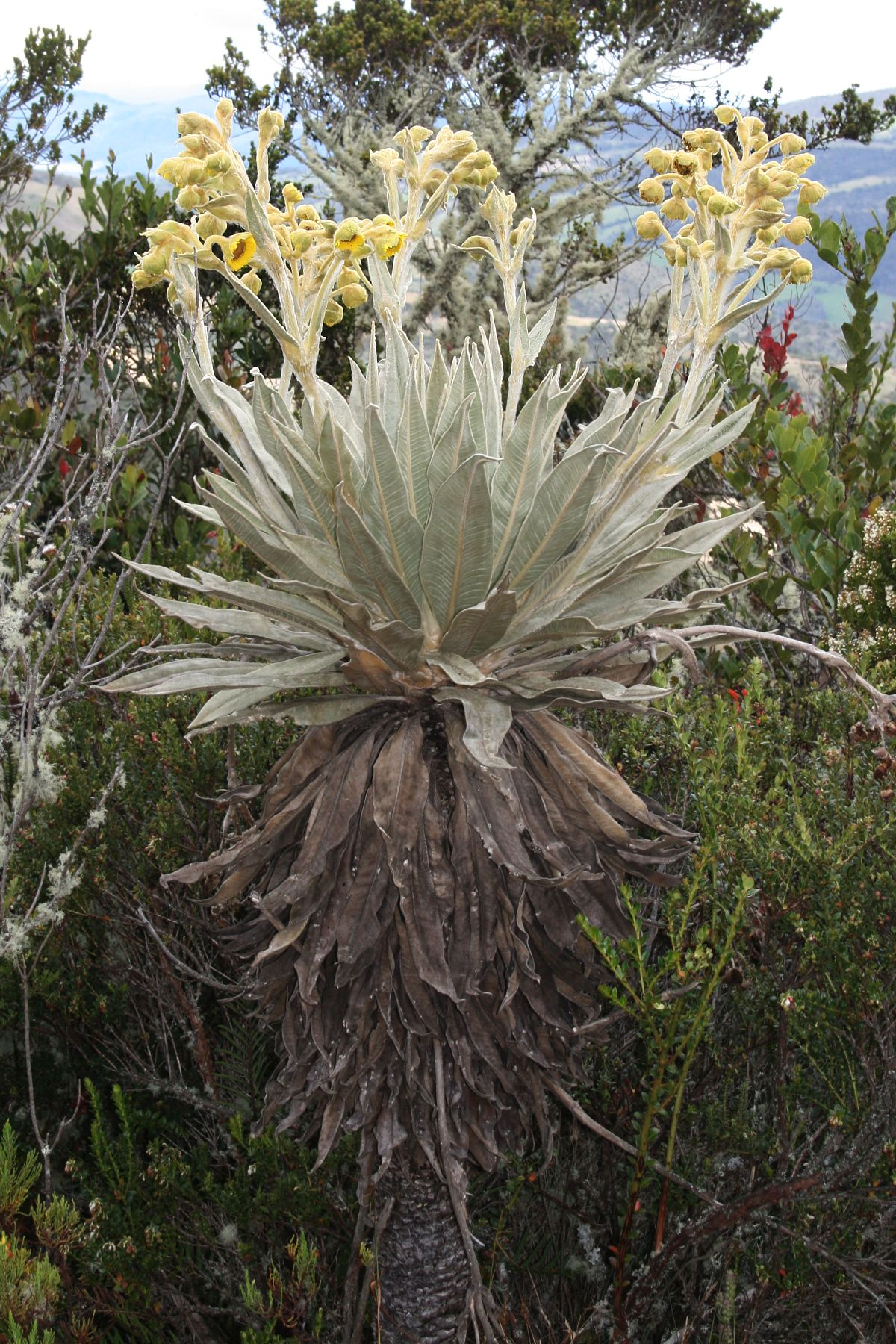